# Мёртвый полицейский
«Мёртвый полицейский» (англ. Dead Heat) — американский художественный фильм, поставленный режиссёром Марком Голдблаттом.
Фильм вышел в ограниченный прокат в 1988 году. Премьера состоялась в Лос-Анджелесе и Нью-Йорке 6 мая 1988 года.

## Сюжет
Двое детективов Роджер Мортис и Даг Бигелоу расследуют дело о дерзких ограблениях среди бела дня. Что странно, в роли грабителей выступают преступники, которых уже один раз отправляли на тот свет. След приводит полицейских к исследовательскому институту, непонятно чем занимающемуся.
Но судя по всему, нос туда совать не следовало, потому как Роджера Мортиса убивают, но, использовав не-пойми-что-за-установку, Даг оживляет приятеля и друзья продолжают расследование. Только вот времени у них не очень много, потому что Роджер разлагается потихоньку. Впрочем, чтобы ему не было скучно, вскоре и Дага отправляют на тот свет. И приятели во вполне мёртвом виде начинают борьбу с нехорошими людьми, доведшими их до такой жизни.

## В ролях
| Актёр                 | Роль                   |
| --------------------- | ---------------------- |
| Трит Уильямс          | детектив Роджер Мортис |
| Джо Пископо           | детектив Даг Бигелоу   |
| Линдси Фрост          | Рэнди Джеймс           |
| Даррен Макгейвин      | доктор Эрнест МакНэйб  |
| Винсент Прайс         | Артур Лудермилк        |
| Клэр Киркконнелл      | доктор Ребекка Смитерс |
| Люк Кей               | мистер Тул             |
| Роберт Пикардо        | лейтенант Херцог       |
| Мел Стюарт            | капитан Мэйберри       |
| Профессор Тору Танака | Мясник                 |
| Шейн Блэк             | патрульный             |
| Бет Туссэн            | лаборант               |
| Рон Тэйлор            | зомби                  |

## Производство
Фильм стал режиссёрским дебютом Марка Голдблатта. Для Терри Блэка сценарий фильма стал первым, отправленным в производство.
Съёмки начались 19 августа 1987 года на юге Калифорнии.
Прокат

## Оценки
Майкл Вилмингтон подверг жёсткой критике сценарий фильма, назвав его «омерзительным попурри кровавых очевидностей», поскольку он «основывается исключительно на сценариях других фильмов».